# Mateo Nicolau Garí
Mateo Nicolau Garí,
 també escrit Mateu Nicolau Garí, (General Pico, 18 d'agost de 1920 - León, 29 d'octubre de 2005) fou un futbolista argentí dels anys 1940 i 1950.

## Trajectòria
Començà la seva trajectòria al Central Argentino, CA Tucumán i San Lorenzo argentins, d'on passà a Mèxic per defensar els colors del Club América i del CF Atlante, on fou campió de lliga.
Jugà quatre temporades al FC Barcelona de 1948-49 a 1951-52, disputant un total de 63 partits en els quals marcà 16 gols. Al club blaugrana guanyà dues lligues, dues copes i dues copes Llatines, com a títols més destacats. Posteriorment tornà a Mèxic per a jugar al Club Zacatepec on guanyà una nova lliga.

## Palmarès
FC Barcelona
- Lliga espanyola: 2
  - 1948-49, 1951-52
- Copa espanyola: 2
  - 1950-51, 1951-52
- Copa Llatina: 2
  - 1948-49, 1951-52
- Copa Eva Duarte de Perón: 1
  - 1951-52

Atlante
- Lliga mexicana: 1
  - 1946-47

Zacatepec
- Lliga mexicana: 1
  - 1954-55